# التینکایا، اکسارای
التینکایا، اکسارای (به لاتین: Altınkaya, Aksaray) یک منطقهٔ مسکونی در ترکیه است که در استان آق‌سرای واقع شده‌است.